# Джордж Портър
 Джордж Портър (на английски: George Porter) е британски химик, член на Британското кралско научно дружество и носител на Нобелова награда за химия през 1967 година за участието си в изучаването на свръх бързи химически реакции, предизвикани от много кратки импулси на енергия.

## Биография
Роден е на 6 декември 1920 година в Стайнфорт, Англия. Докторска степен по химия получава през 1938 в университета Лийдс, след което следва в Кеймбриджкия университет заедно с Роналд Нориш. Между 1941 – 45 година служи в британската армията, а между 1949 – 1954 е преподавател в Кеймбриджкия университет. Година след това преподава в Шефилдския университет, а от 1963 до 1966 година е професор по химия. През същата 1966 се издига и до директор на Британския кралски институт, а от 1968 е президент на Международния комитет по фотобиология както и на Британското химическо дружество от 1970 година. Освен като химик заема постове на редактор в Ядрени изследователски бюлетини и онлайн публикации.
Умира на 31 август 2002 година в Кентърбъри на 81-годишна възраст.

## Награди
Лауреат е на медал Копли (1992), връчен му за приносите в дешифрирането на човешкия геном и за развитието в други области на молекулярната биология.